# 卡塞勒戰役 (1677年)
卡塞勒戰役發生於1677年4月11日，是法荷戰爭中的一場戰役，由盧森堡公爵指揮的法國軍隊擊敗了由奧蘭治的威廉指揮的荷蘭-西班牙聯合部隊。
1677年初，和平談判開始，法國已經在西屬尼德蘭佔據了的大部分陣地。接著法軍想盡快佔領聖奧梅爾和康布雷，從而令他們在談判中佔據絕對優勢地位。雖然威廉無法拯救聖奧梅爾，但他決心為康布雷而戰，進而導致此戰的發生。
在雙方的騎兵攻勢都被擊退後，雙方步兵開始了激烈的戰鬥。右翼的法國步兵擊退了聯軍部隊，接著利用騎兵將對手沖散。與此同時，聯軍發起的進攻被法軍左翼抵擋。而在中軍，聯軍幾乎突破了法軍防線，但被奧爾良公爵率領的騎兵擊退。最終聯軍側翼崩潰撤退。

## 註腳
1. 1 2 3  Nolan 2008，第72頁.
2. ↑  Van Nimwegen 2010，第501頁.
3. ↑  De Périni 1896，第191頁.
4. 1 2 3  Lynn 1996，第150頁.